# 라오스 요리

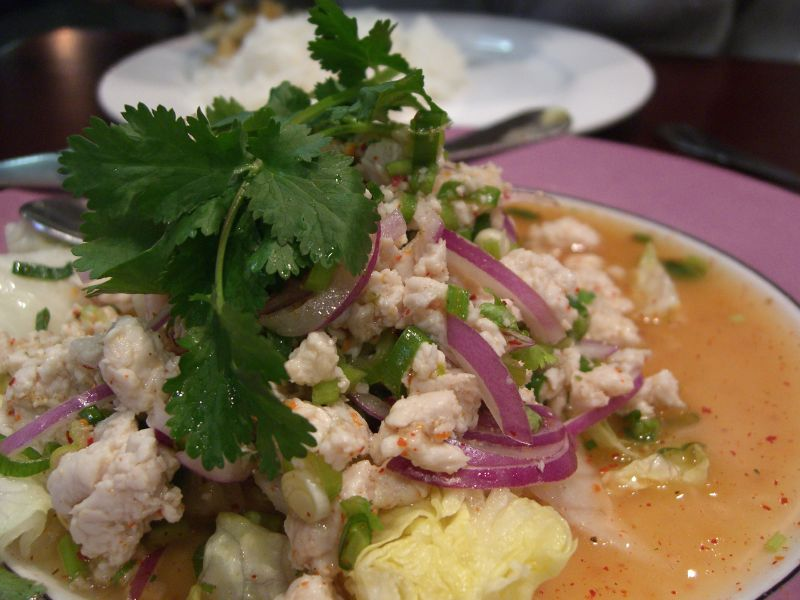
랍

라오스 요리(Laos 料理, 라오어: ອາຫານລາວ 아한 라오)는 동남아시아에 있는 라오스의 요리이다. 라오스 민족과 북동부의 태국에서 소비되는 요리의 형식으로, 동남아시아 내에서도 독특한 요리로 꼽힌다. 라오스의 기본 요리는 찹쌀밥이다. 양강근과 생선 소스를 많이 섭취한다. 라오스의 가장 대표적인 음식으로는 랍이 있다. 이 요리는 향신료와 육류 혹은 생선을 조린 것으로서 푸른색 채소와 허브를 한데 모아서 요리하기도 한다. 다른 특색있는 요리로는 땀 막훙이 있는데 풋파파야 샐러드이다.
라오스 요리는 많은 지역차가 존재한다. 지방에 따라 재료나 식습관이 다르기 때문에 차이가 나타난다. 프랑스의 영향도 두드러져서 프랑스식과 유사한 바게트 빵도 쉽게 거리에서 살 수 있다. 베트남 요리 식당도 흔하다.

## 재료
- 양강근: 수프에 자주 놓어 먹으며 라오스 요리에서는 여러 요리와 함께 혼합되어 재료로 쓰인다.
- 라임 잎: 라임 잎으로서 수프나 찌개류에 항상 넣는다.
- 발효한 파파야: 향신료에 절힌 파파야 샐러드로서 레몬 잎을 같이 넣는 편이다.
- 타마린드: 콩과 유사한 식물로서 수프에 넣는다. 잎도 많이 쓰인다.
- 아카시아: 라오스에서는 차옴(cha-om)이라고 쓴다. 오믈렛과 수프 종류, 라오스의 향신료에 쓰는 재료이다.
- 고수 잎
- 고추: 7개 품종의 고추가 있으며 많이 먹는다.
- 타이바질: 날것으로도 먹고 전통 국수 퍼(pho)와 같이 먹는다.
- 바나나꽃: 수프에 넣어서 먹는데 보통 날로 많이 먹는다고 한다.
- 박하: 날것으로도 먹고, 랍에 넣어서 먹는다.
- 마늘, 생강 등도 쓰인다.
- 대나무 싹: 수프 등에 끓여서 먹는다.
- 막 케아 포이(mak kheua poy): 푸른색과 흰 빛을 띠는 가지의 일종이다.
- 팍 카다오(phak kadao): 인도멀구슬나무, 진한 초록색을 띤다.
- 도크 캐(dok khae): flower of Sesbania grandiflora (bitter)
- 남 빠(nam pa): 맑은 생선소스로서 태국식으로는 남 플라(nam pla)이다.
- 빠댁(padek): 라오스 식의 생선소스

## 조리법
그릴로 굽기, 삶기, 수프, 찌기 등 수많은 조리법이 전통적으로 존재한다. 센불로 볶는 방법이 흔하지만 중국식인 것으로 생각된다.
수프의 경우 대개는 초록 빛을 띠는데 대개 나뭇잎을 넣기 때문이다.
라오스어에서 "삥"이란 석쇠에 굽는 법을 일컫는 말이다. 삥 까이는 석쇠로 굽는 닭고기이고 삥 신은 구운 고기이다. 삥 빠는 구운 생선이다.

## 특징
라오스 요리의 특징은 동남아시아 요리 중에서도 독특한 특징을 지녔다. 먼저 초록색 야채가 어느 요리를 막론하고 등장한다. 거의 모든 요리에 등장한다고 볼 수 있다. 또한 세이보리 요리는 다른 요리와 다르게 결코 달지 않다. 달거나 시큼한 맛은 전통적인 라오스 요리가 아닌 것이어서 이국 요리로 치부된다. 세 번째로 요리에 쓴 맛이 난다는 것이다. 라오스에서는 "단 것이 어지럽게 하고 쓴 맛이 좋은 것이다"("van pen lom; khom pen ya,")라는 말이 있다.

## 음료
라오스의 커피는 팍송(Pakxong coffee)이라고 부르는데 팍송이란 지명이름이기도 하다. 동남아시아에서 커피 재배의 메카이자 최적지로 꼽히는 곳이다. 아라비카 품종과 로부스타 품종이 대다수 재배된다. 로부스타 품종은 태국으로 수출하고 나중에는 네스카페로 만든다.
두 개의 전통주가 있는데 쌀로 발효한다. 라오 하이와 라오 라오가 있다. 라오 하이(Lao hai)눈 항아리에 술을 담아 먹는 것으로서 축제 때 마신다. 라오라오(Lao lao)는 위스키와 비슷한 발효주이다. 자줏빛을 띠는 쌀로 만든다.

## 같이 보기
- 동남아시아 요리